# Епуряну, Александр Иванович
Алекса́ндр Ива́нович Епуря́ну (рум. Alexandru Epureanu; род. 27 сентября 1986, Кишинёв, Молдавская ССР, СССР) — молдавский футболист, защитник. Рекордсмен сборной Молдовы по количеству игр (100 матчей).

## Карьера

### Клубная
Тренировался сначала под руководством отца, с 12 лет — в школе ФК «Зимбру» у Николая Филипповича Есина. Выступал за клубы «Зимбру» Кишинёв и «Шериф» Тирасполь.
В 2007 году перешёл в российский клуб «Москва», сумма трансфера составила 1 миллион евро.
26 ноября 2009 года присвоено звание мастер спорта России.
По окончании сезона 2009 года перешёл в московское «Динамо», контракт был рассчитан на 4 года.
14 июля 2012 года был на полгода отдан в аренду в самарские «Крылья Советов», после чего вернулся в «Динамо». После недолгого пребывания в «Динамо» вновь был отдан в аренду — в «Анжи». В матче группового этапа Лиги Европы против «Шерифа» (1:1) забил гол в ворота бывшего клуба, что позволило «Анжи» досрочно выйти из группы. После окончания договора с московским клубом подписал полугодичный контракт с «Анжи».
В июле 2014 года подписал контракт с турецким клубом «Истанбул Башакшехир».

### В сборной
За национальную сборную Молдавии выступает с 2006 года. С приходом Габи Балинта стал капитаном. Ради продолжения выступлений в чемпионате России по футболу принял российское гражданство, благодаря чему не считался легионером. 31 марта 2021 года провёл свой 100-й матч за национальную сборную. 22 марта 2025 года получил золотую кепку и памятную медаль UEFA, тем самым стал первым молдавским футболистом получившим такую награду.

## Достижения

### Командные
«Зимбру»
- Серебряный призёр чемпионата Молдавии: 2003
- Бронзовый призёр чемпионата Молдавии: 2004
- Обладатель Кубка Молдавии: 2003, 2004

«Шериф»
- Чемпион Молдавии: 2005; 2006; 2007
- Обладатель Кубка Молдавии: 2006
- Обладатель Суперкубка Молдавии: 2006

«Истанбул Башакшехир»
- Чемпион Турции: 2019/20

### Личные
- Футболист года в Молдавии: 2007, 2009, 2010, 2012[8], 2018
- Лучший защитник Молдавии: 2005[9]

## Звания
- Мастер спорта Молдавии: 2009
- Мастер спорта России: 2009

## Личная жизнь
Двое детей.
Старший брат Сергей Епуряну — тоже футболист.